# General de exército
General de exército (pré-AO 1990: general-de-exército) é um título usado em vários países para designar um oficial general, nominalmente, encarregado de comandar um exército em campanha. Nos países onde existe, o posto de general de exército é, normalmente, a maior patente militar em tempo de paz.
Teoricamente, a patente de general de exército seria imediatamente superior à de general de corpo de exército. No entanto, nos países onde não existe a patente de general de corpo de exército, a patente de general de exército é imediatamente superior à de general de divisão. Nesses países, ele será o comandante de corpo de exército e unidades maiores .
A patente "general de exército" não deve ser confundida com a patente de "general do Exército", existente em outros países. Esta última patente é equiparada a marechal, nos países que não dispõem desta patente. Enquanto que, teoricamente, um general de exército comandaria apenas um exército individual (grande unidade de campanha, composta por vários corpos de exército), um general do Exército comandaria a totalidade de um exército nacional (todas as forças terrestres de um país).

## Insígnias e distintivos de general de exército

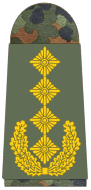
Exército da Alemanha (General)
Exército da Argentina (Teniente General[1])
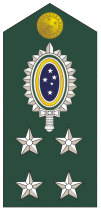
Exército Brasileiro (General de Exército)
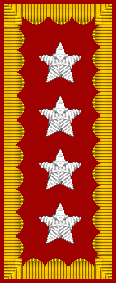
Exército do Chile (General de Ejército)
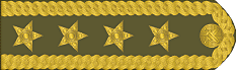
Exército da República Checa (Armádní Generál)
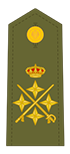
Exército de Terra da Espanha (General de Ejército)
Exército dos Estados Unidos (General)
Exército de Terra Francês (Général d'Armée)
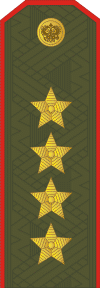
Forças Terrestres da Federação Russa (Generál Ármii)
Exército Português (General)
Exército Britânico (General)
Força Terrestre de Autodefesa Japão (Rikushō serve como chefe do estado major)

## Brasil
General de exército (Gen Ex) é o mais alto posto do Exército Brasileiro em tempo de paz. O posto foi criado em 1946. Um general de exército atualmente pode ser um comandante militar de área, chefe de um órgão de direção setorial, chefe do Estado-Maior do Exército ou Comandante do Exército. Existem apenas 19 generais de exército que formam o Alto Comando do Exército, responsaveis por tomar as principais decisões da Força Terrestre.